# Goniorhynchus marasmialis
Goniorhynchus marasmialis là một loài bướm đêm trong họ Crambidae.